# 丁克島
63°48′33″S 60°48′14″W / 63.80917°S 60.80389°W
丁克島是南極洲的島嶼，位於特里尼蒂島西岸的克里維納灣，處於萊昂峰以南1.87公里，屬於帕默群島的一部分，長0.61公里、寬0.32公里，以保加利亞南部鄉鎮命名，現時由南極條約體系管理。